# Dolichomitriopsis
Dolichomitriopsis là một chi rêu trong họ Lembophyllaceae.